# Entente sur la gouvernance de la Nation crie

Carte du territoire d'Eeyou Istchee

L'Entente sur la gouvernance de la Nation crie est un accord signé entre les Cris d'Eeyou Istchee et le gouvernement du Canada le 18 juillet 2017 garantissant l'autonomie gouvernementale et un gouvernement responsable aux Cris d'Eeyou Istchee sur les terres qui étaient de juridiction fédérale selon la Convention de la Baie-James et du Nord québécois de 1975. Il en découle que le gouvernement du Canada offre un cadre d'autogouvernance aux Cris d'Eeyou Istchee, qui devront toutefois agir conformément aux lois canadiennes, comme la Charte canadienne des droits et libertés.
Cette nouvelle législation permet donc aux Cris d'Eeyou Istchee d'adopter leurs propres lois sans passer par l'intermédiaire du Gouvernement du Québec ou du gouvernement fédéral. Elle fait que lois comme la Loi sur les Cris et les Naskapis du Québec ou la loi sur les Indiens ne s'appliquent plus aux Cris. De plus, la Constitution crie élimine tout surveillance du ministère des Affaires autochtones et du Nord Canada.
L'entente garantit aussi le troisième paiement de 200 millions de dollars qui avait été conclu lors de la signature de l'Entente concernant une nouvelle relation entre le gouvernement du Canada et les Cris d'Eeyou Istchee signée en 2008. 

## Annexe